# Ordem de Klement Gottwald
A Ordem de Klement Gottwald (em tcheco/checo:  Řád Klementa Gottwalda; em eslovaco:  Rad Klementa Gottwalda) foi criada pelo governo da Tchecoslováquia em fevereiro de 1953. O nome original da Ordem era “Ordem da construção da pátria socialista”. O nome da Ordem foi alterado para "Ordem de Klement Gottwald - pela construção da pátria socialista" em 1955.
A Ordem foi posteriormente concedida aos premiados com o título de Herói da República Socialista da Tchecoslováquia.
A Ordem foi concedida por mérito excepcional pela realização do sistema socialista na Tchecoslováquia obtido durante a construção do Estado ou durante a batalha no campo político, econômico, social ou cultural, durante o aumento da capacidade de defesa do Estado ou durante a batalha com o inimigo interno.
A Ordem de Klement Gottwald foi estabelecida pelo Decreto Governamental nº 14/1953 de 3 de fevereiro de 1953, e renomeada pelo Decreto Governamental nº 5/1955 de 8 de fevereiro de 1955. Ela era concedida pelo Presidente da República e o premiado receberia um certificado e um livreto. Ao todo a Ordem foi concedida 182 vezes, com a primeira medalha sendo entregue retroativamente ao ex-presidente Klement Gottwald de forma simbólica no ato da criação da lei, com o primeiro agraciado sendo Zdeněk Nejedlý em 7 de fevereiro de 1953. As últimas medalhas, as de número 180 e 181, foram concedidas a ViliamŠalgovič e Jaroslav Hajn em 29 de setembro de 1989, e a de número 182 foi entregue ao Museu Nacional de Praga em 27 de junho de 1995.
A estrela da Ordem é feita de ouro, o anverso é esmaltado em vermelho. Os braços das estrelas têm pequenas contas douradas nas pontas. O diâmetro da estrela sem as contas é de 45 milímetros. No meio do anverso da estrela havia um medalhão de ouro com o pequeno símbolo do Estado (tipo original) ou com a efígie do primeiro presidente comunista da Tchecoslováquia, Klement Gottwald. No anverso há um medalhão semelhante com faixa de plástico e inscrição "Za socialistickou vlast" ("Pela pátria socialista") e duas folhas de louro. A suspensão é feita de ouro e consiste em uma tira com a abreviatura "ČSR" no modelos até 1960 ou "ČSSR" nos modelos após 1960, e palmas de limoeiros conectados por um fecho.

## Agraciados notáveis
- Jambyn Batmönkh
- Vasiľ Biľak
- Leonid Brezhnev
- Fidel Castro
- Alexej Čepička
- Konstantin Chernenko
- Luis Corvalán
- Václav David
- Martin Dzúr
- Yuri Gagarin
- Andrei Grechko
- Georgy Grechko
- Aleksei Gubarev
- Gustáv Husák
- Miloš Jakeš
- Wojciech Jaruzelski
- Kim Il-sung[6]
- Ivan Konev
- Dmitry Lelyushenko
- Vasily Margelov
- Kirill Moskalenko
- Antonín Novotný
- Phạm Văn Đồng
- Vladimír Remek
- Yuri Romanenko
- Yevgeny Savitsky
- Viliam Široký
- Sergei Sokolov
- Souphanouvong
- Ludvík Svoboda
- Valentina Tereshkova
- Nikolai Tikhonov
- Trường Chinh
- Todor Jivkov
- Dmitry Ustinov
- Ivan Yakubovsky
- Andrei Yeremenko
- Matvei Zakharov